# عقاب‌های ماهی‌گیر
عقاب‌های ماهی‌گیر (نام علمی: Pandion) نام یک سرده از راسته بازسانان است.

## گونه‌ها
| نگاره | نام علمی          | نام رایج          | پراکندگی                                                |
| ----- | ----------------- | ----------------- | ------------------------------------------------------- |
|       | Pandion haliaetus | عقاب ماهی‌گیر غربی | پراکندگی جهانی                                          |
|       | Pandion cristatus | عقاب ماهی‌گیر شرقی | غرب و شمال استرالیا، کوئینزلند، جنوب استرالیا و تاسمانی |

گونه‌های منقرض‌شده
†Pandion homalopteron Warter, 1976
†Pandion lovensis Becker, 1985